# Transcriptor
Um transcriptor é um dispositivo semelhante a um transistor, composto de DNA e RNA ao invés de um material semicondutor com o silício.
Antes da sua invenção em 2013, o transcriptor era considerado o componente final para o desenvolvimento de computadores biológicos.
O primeiro protótipo foi anunciado em 28 de março de 2013.